# Veselin Vuković
Pour les articles homonymes, voir Vuković.
Ne doit pas être confondu avec l'autre joueur yougoslave puis monténégrin Veselin Vujović.
Veselin Vuković, né le 19 décembre 1958 à Struga, est un joueur de handball yougoslave et entraîneur de handball serbe. 
Joueur emblématique de l'équipe nationale yougoslave dans les années 1980, il est notamment champion olympique en 1984 et champion du monde en 1986.
Par ailleurs, il a évolué dans les meilleurs clubs européens de l'époque, le Metaloplastika Šabac, puis l'Atlético de Madrid à partir de 1986 ou encore le FC Barcelone.
Reconverti entraîneur, il a notamment coaché plusieurs saisons au Metaloplastika Šabac et a été sélectionneur de la Serbie qu'il a conduit en finale du championnat d'Europe 2012.

## Palmarès en tant que joueur

### En équipe nationale
- Médaille d'or aux Jeux méditerranéens de 1983 à Casablanca,  Maroc
- médaille d'or aux Jeux olympiques 1984 à Los Angeles,  États-Unis
- médaille d'or au championnat du monde 1986,  Suisse
- 4e place au championnat du monde 1990,  Tchécoslovaquie

### En club
Compétitions internationales
- Coupe des clubs champions européens
  - Vainqueur (3) : 1985 et 1986
  - Finaliste en 1984

Compétitions nationales
- Vainqueur du Championnat de Yougoslavie (5) : 1982, 1983, 1984, 1985, 1986
- Vainqueur de la Coupe de Yougoslavie (4) : 1980, 1983, 1984, 1986
- Vainqueur du Championnat d'Espagne (1) : 1992 (en)
- Vainqueur de la Coupe du Roi (2) : 1987, 1993
- Vainqueur de la Supercoupe d'Espagne (1) : 1988

## Palmarès en tant qu'entraineur
Avec l'équipe nationale de Serbie
- 10e place au championnat du monde 2011
- médaille d'argent au championnat d'Europe 2012
- 9e place aux Jeux olympiques de 2012
- 10e place au championnat du monde 2013